# Childs-Gletscher (Antarktika)
Der Childs-Gletscher ist ein großer Gletscher im westantarktischen Queen Elizabeth Land. In der Neptune Range der Pensacola Mountains fließt er vom Roderick Valley in westlicher Richtung zum Foundation-Eisstrom.
Der United States Geological Survey kartierte ihn anhand eigener Vermessungen und mithilfe von Luftaufnahmen der United States Navy aus den Jahren von 1956 bis 1966. Das Advisory Committee on Antarctic Names benannte ihn 1968 nach John H. Childs, Bauarbeiter auf der Ellsworth-Station im antarktischen Winter 1958.